# Retusanus apicatus
Retusanus apicatus är en insektsart som beskrevs av Delong 1945. Retusanus apicatus ingår i släktet Retusanus och familjen dvärgstritar. Inga underarter finns listade i Catalogue of Life.